# Bayerius
Bayerius là một chi ốc biển, là động vật thân mềm chân bụng sống ở biển trong họ Buccinidae.

## Các loài
Các loài trong chi Bayerius gồm có:
- Bayerius peruvianus Warén & Bouchet, 2001[2]